# Dorpskerk (Ouddorp)
De dorpskerk in Ouddorp is een kerkgebouw aan de Weststraat in het dorp Ouddorp op Goeree-Overflakkee, in de Nederlandse provincie Zuid-Holland. Het was oorspronkelijk gewijd aan Sint-Maarten.

## Toren
De toren van Ouddorp staat aan de westzijde van de dorpskerk en is gebouwd in de 16e eeuw. Boven in de trans is het jaar 1508 als bouwjaar te zien. De toren had een roodgeverfde puntige spits die diende als herkenningspunt voor de scheepvaart. Deze is echter halverwege de 19e eeuw gesloopt, vanwege de slechte staat. Daarna is een klein achtkantig huisje boven op de toren gezet. Tijdens een restauratie in 1983 is de rode spits hersteld. Hierbij is gebruikgemaakt van een oude tekening van de toren die prijkt op een avondmaalbeker uit 1657. Op 3 februari 1983 is officieel de windhaan op de nieuwe spits geplaatst. Sinds die datum heeft de toren een hoogte van 32,06 meter. De grote klok in de toren heeft het volgende opschrift:
- Soli Deo Gloria
- Johannes Burgerhuis me fecit
- Anne Domini 1641
- Door Koud en Breuk onnut gemaeckt
- Door 't vier en liefd' aan stem geraeckt
- 'T Ouddorp in Westvoorn.

De laatste gevangene in de toren was Theodorus Grinwis in 1903. Hij werd er namelijk van verdacht van het gestrande vrachtpassagiersschip Cironde spullen te hebben ontvreemd. Hij was bij dat schip geweest als schipper van de OD-7. De lokale brandweer had van 1948 tot 1982 een vergaderlokaal in de toren en ook de brandspuit stond in die jaren onder de toren.

## Afbeeldingen

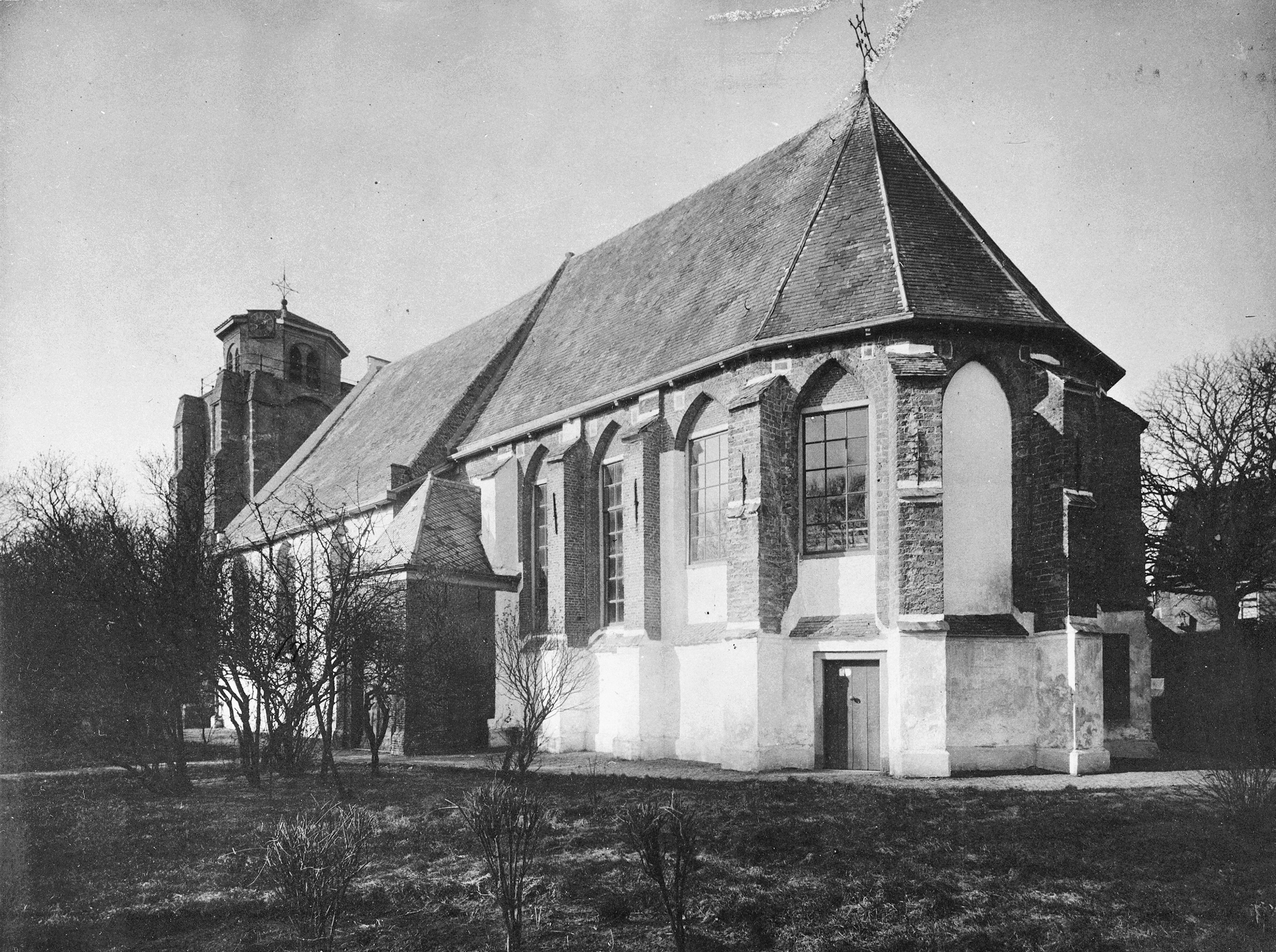
Kerk en toren in 1904.
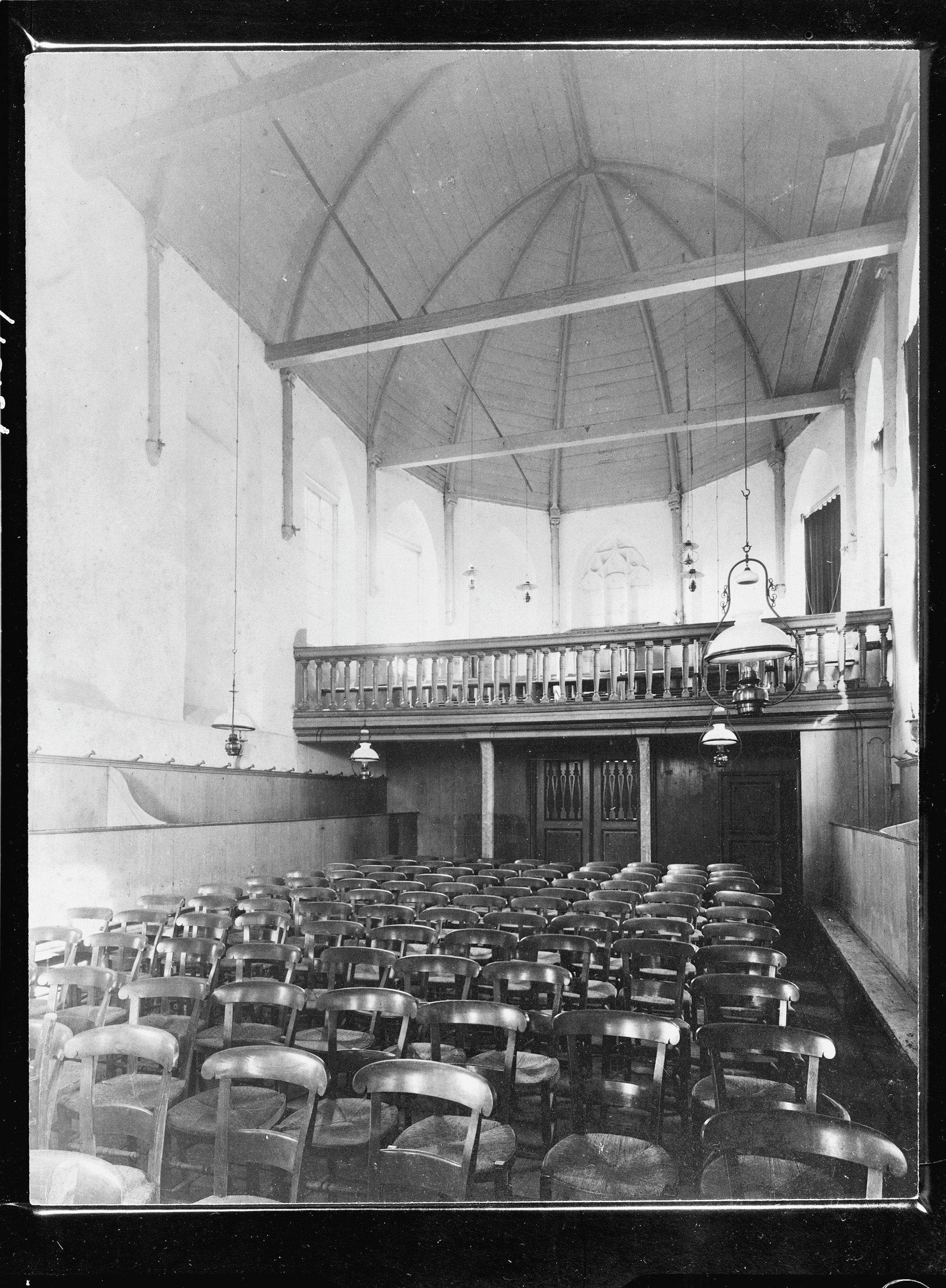
Kerkinterieur eind 19e eeuw
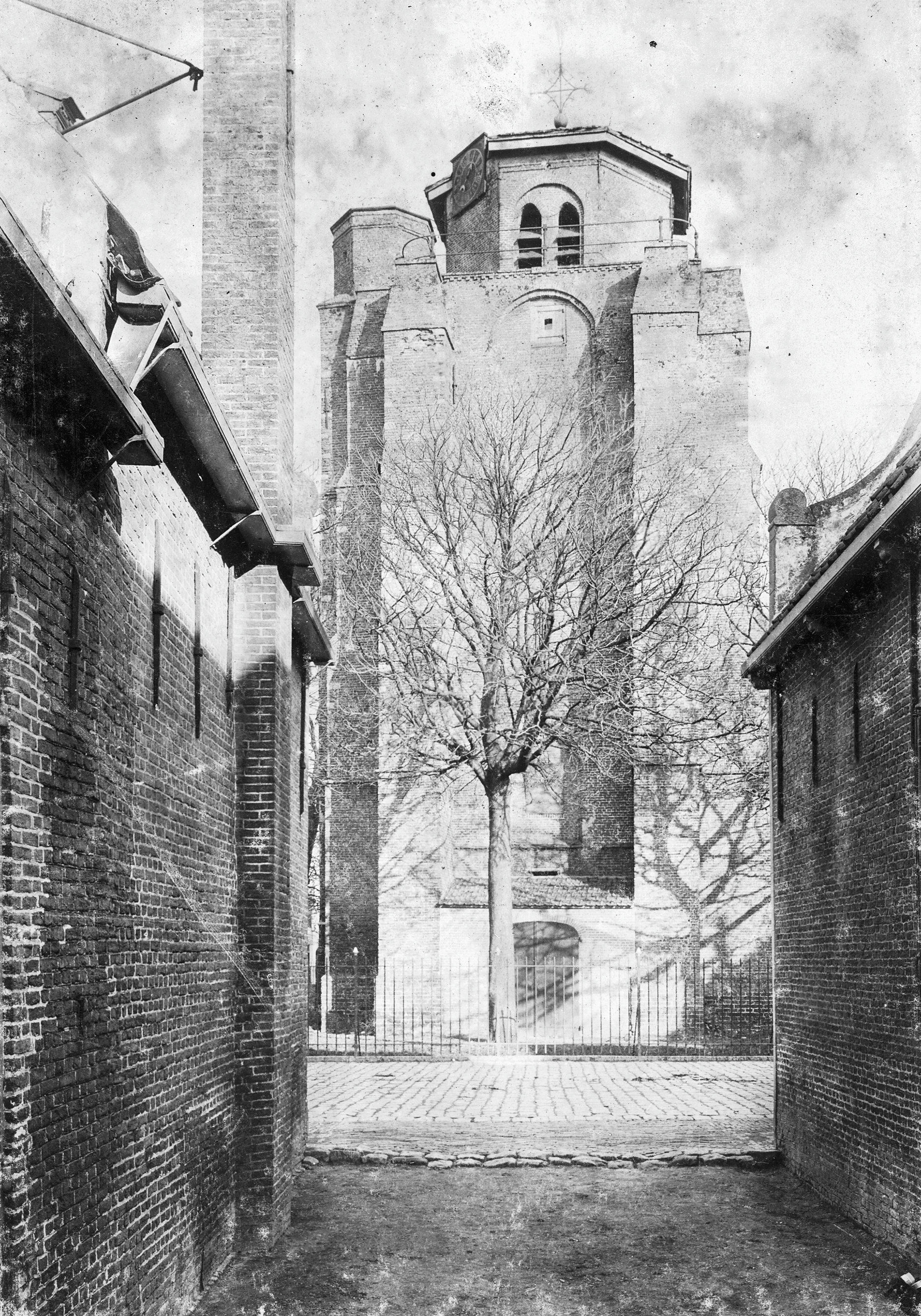
De toren (datum nog onbekend)
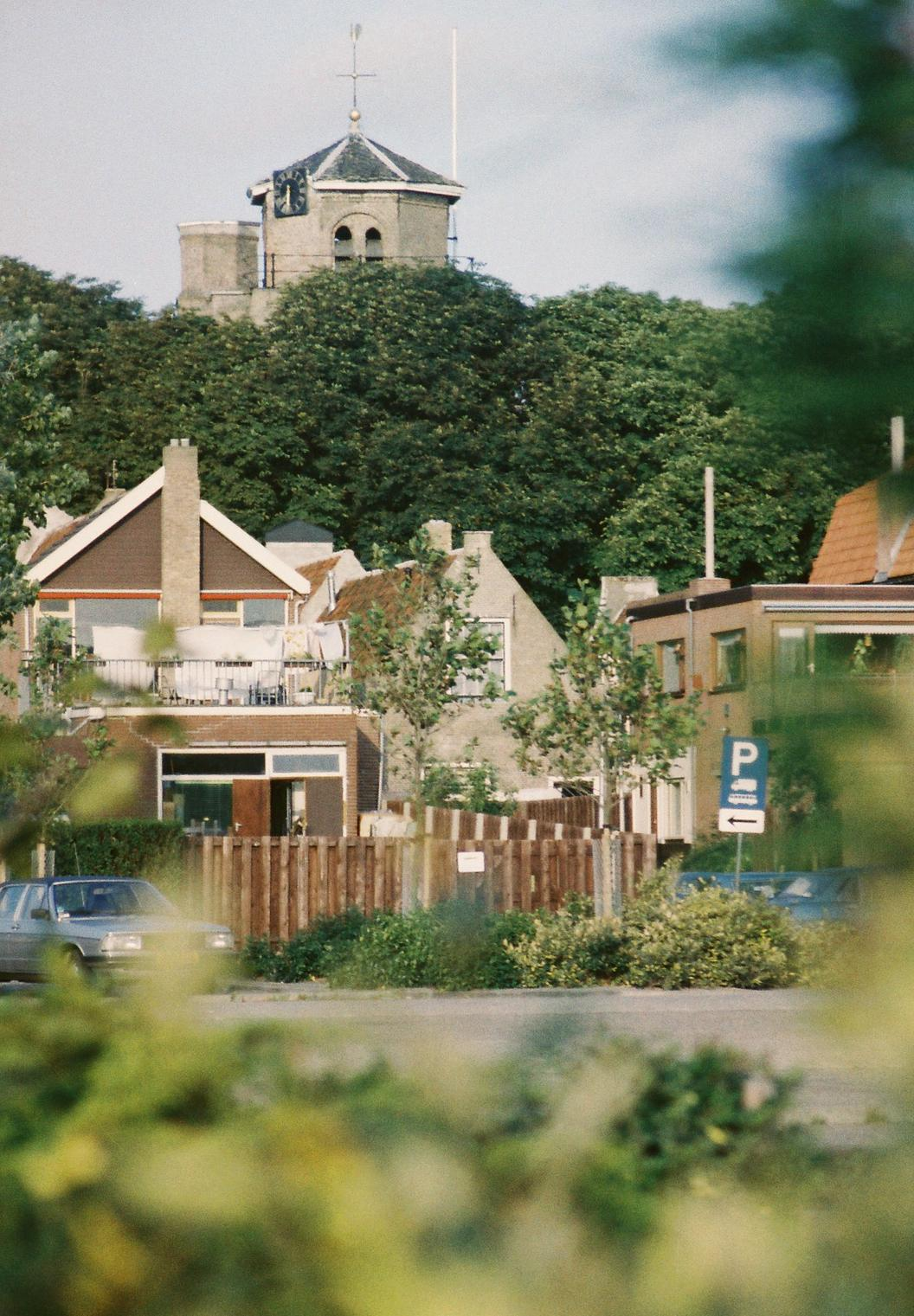
De toren in 1981.
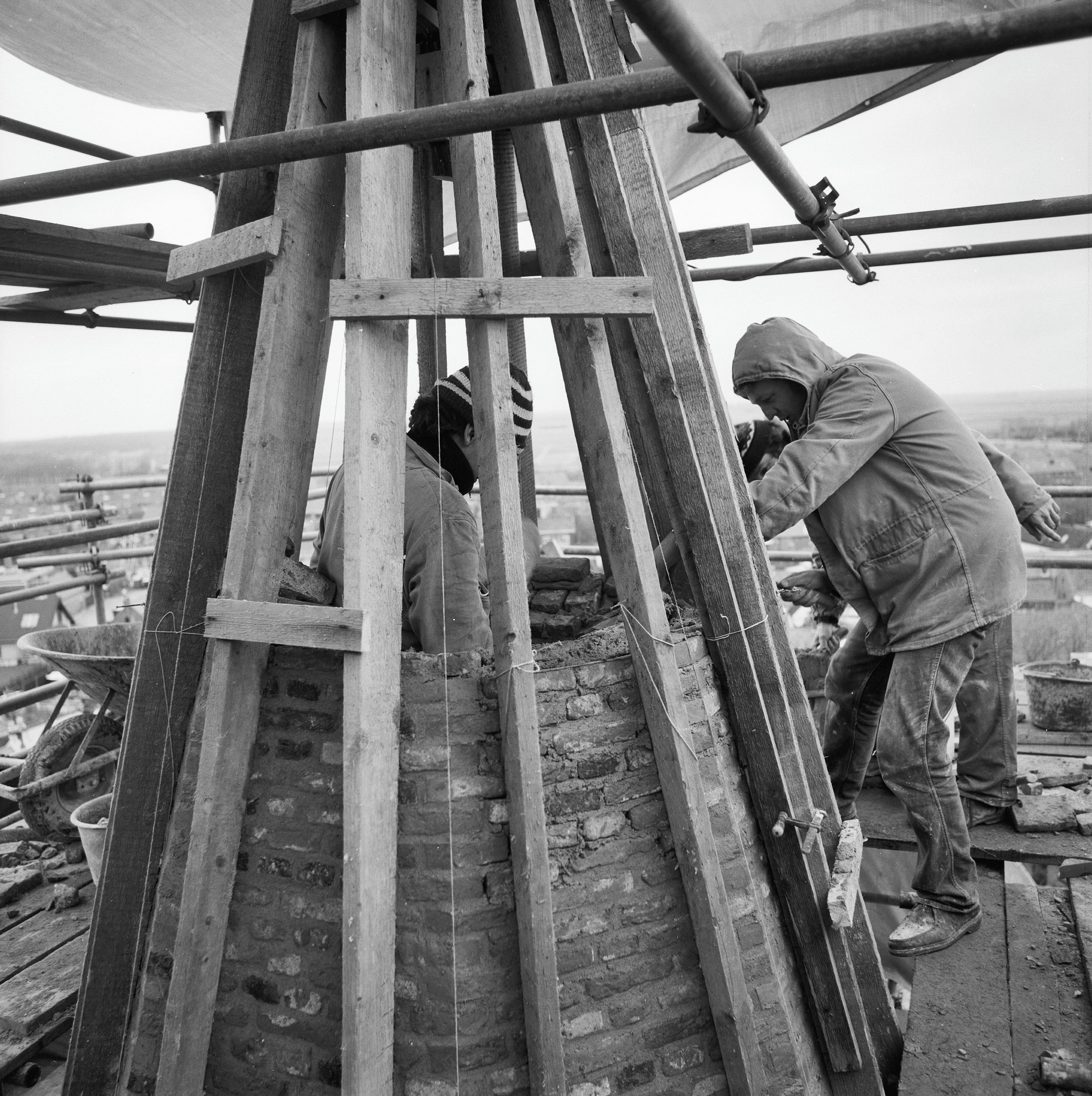
Metselwerk aan de nieuwe spits in 1982
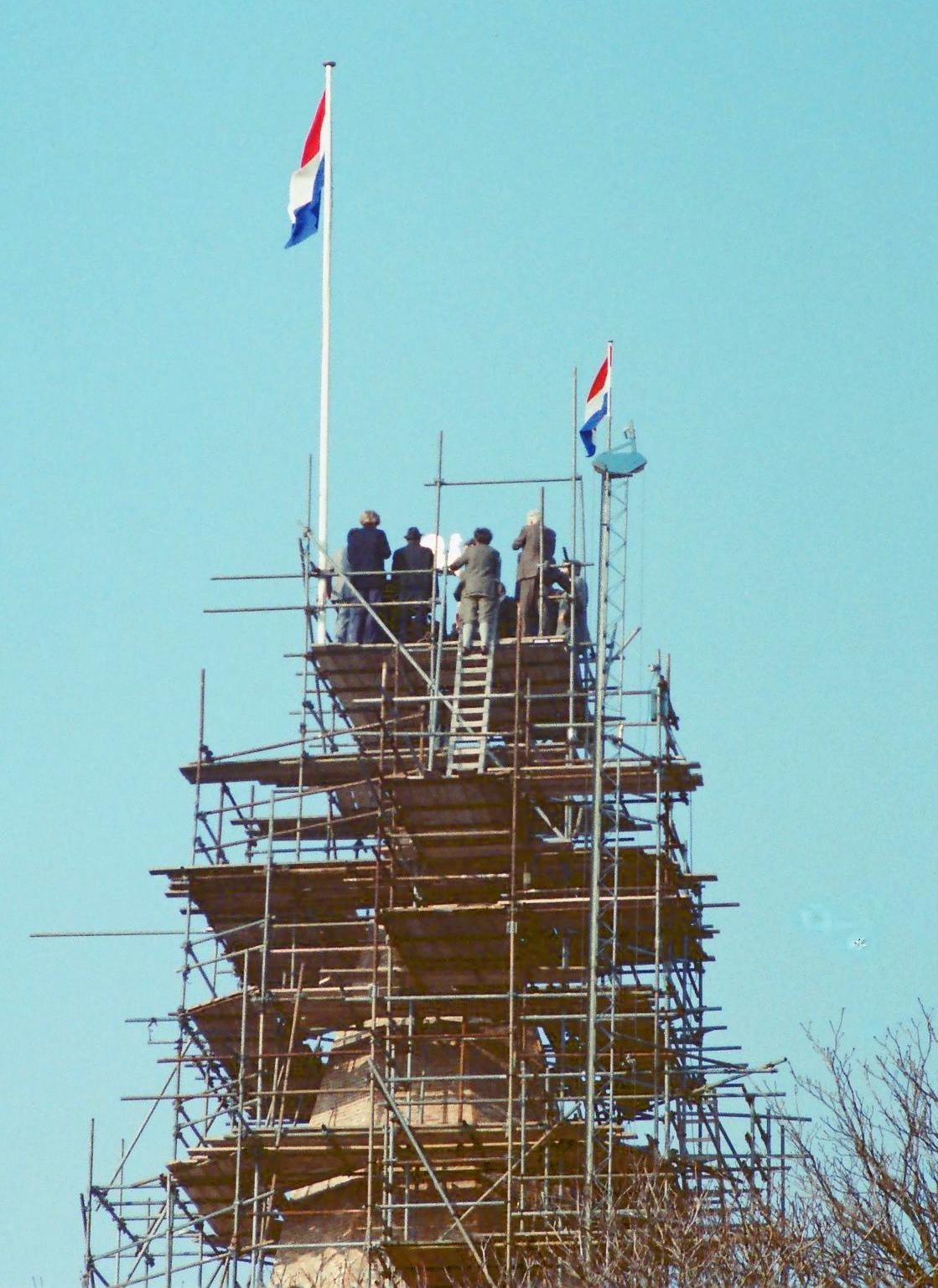
Officiële plaatsing van de windhaan op de nieuwe spits in 1983.
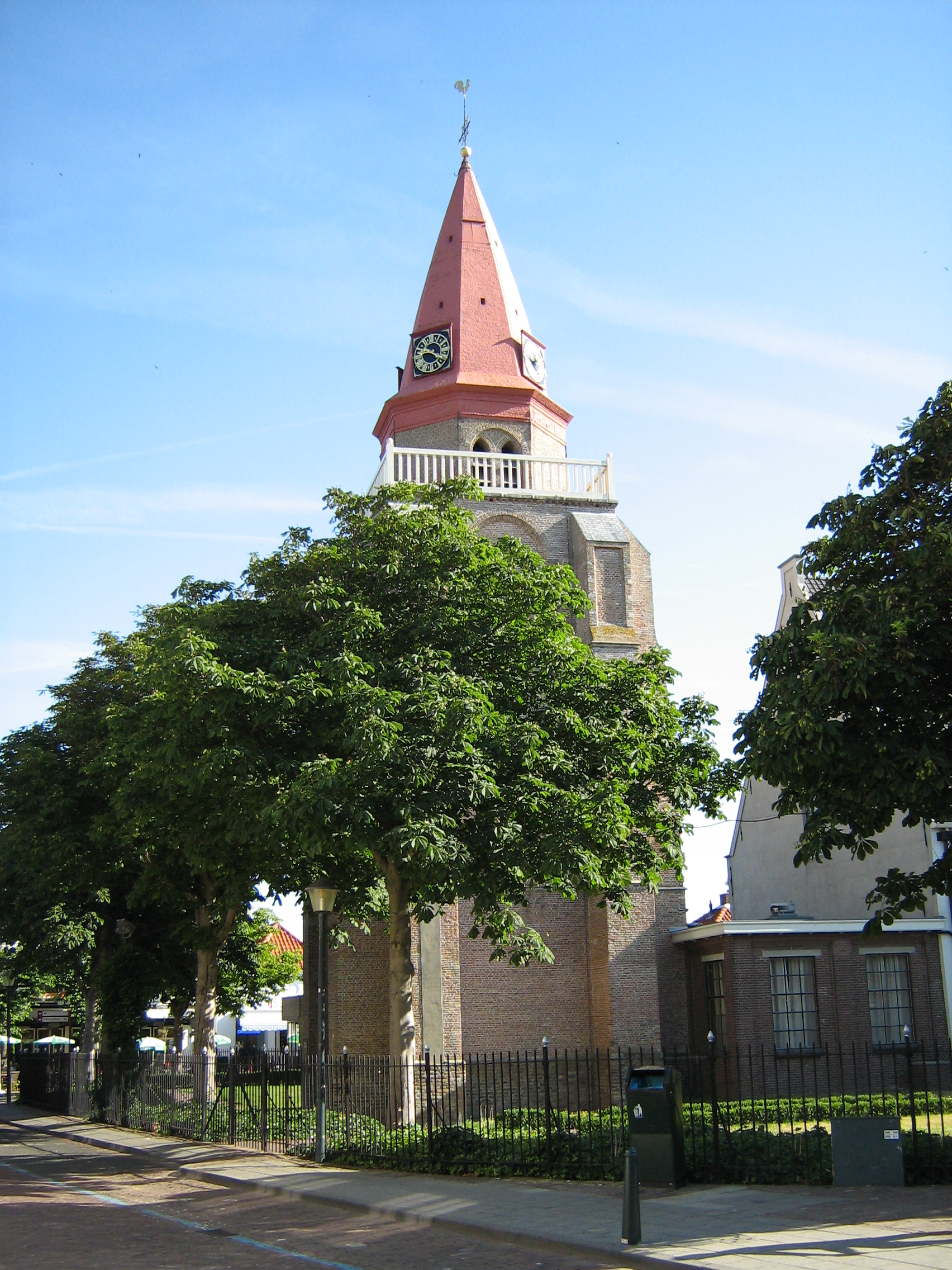
De toren in 2006.
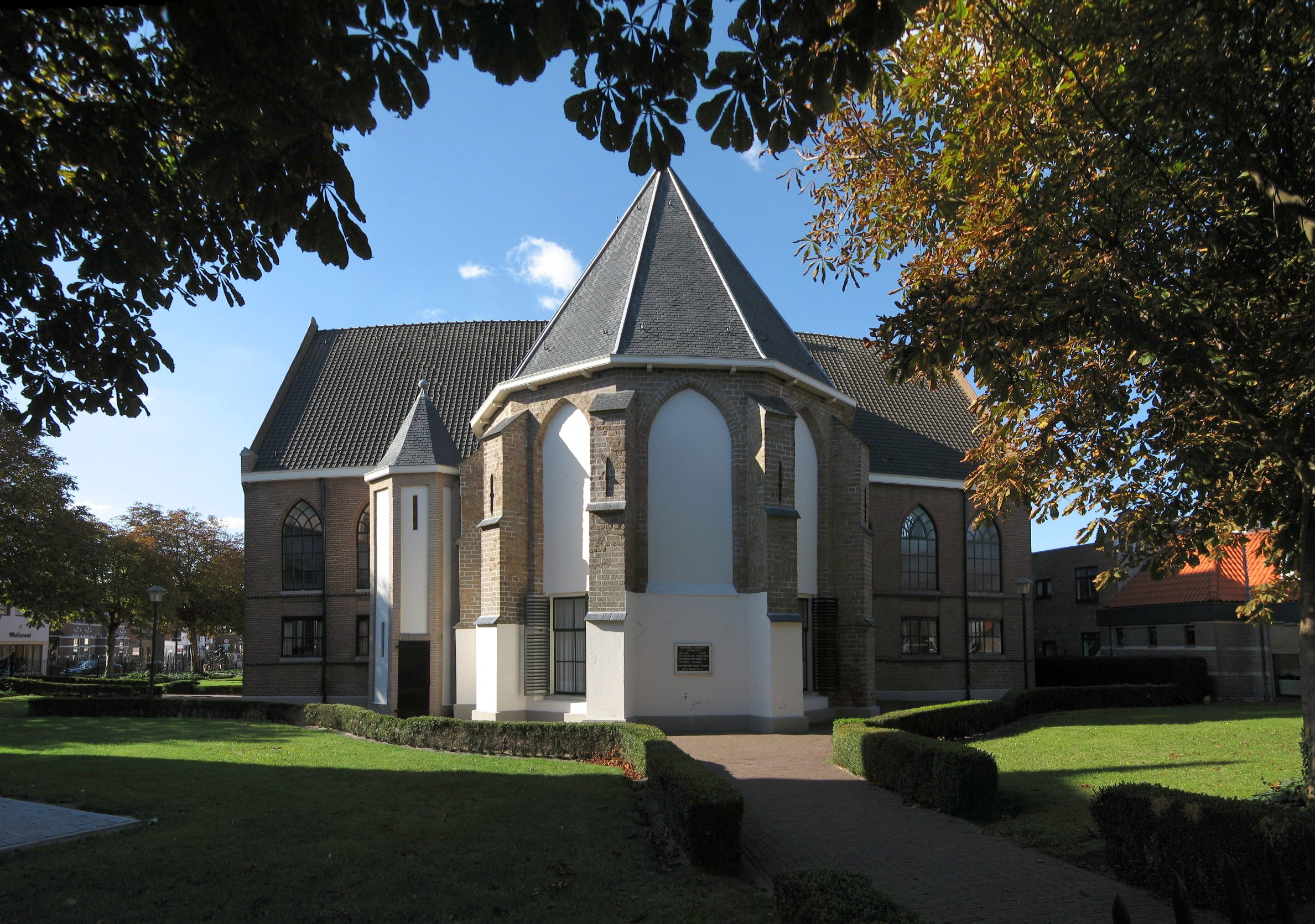
De oostzijde van de dorpskerk in 2009.
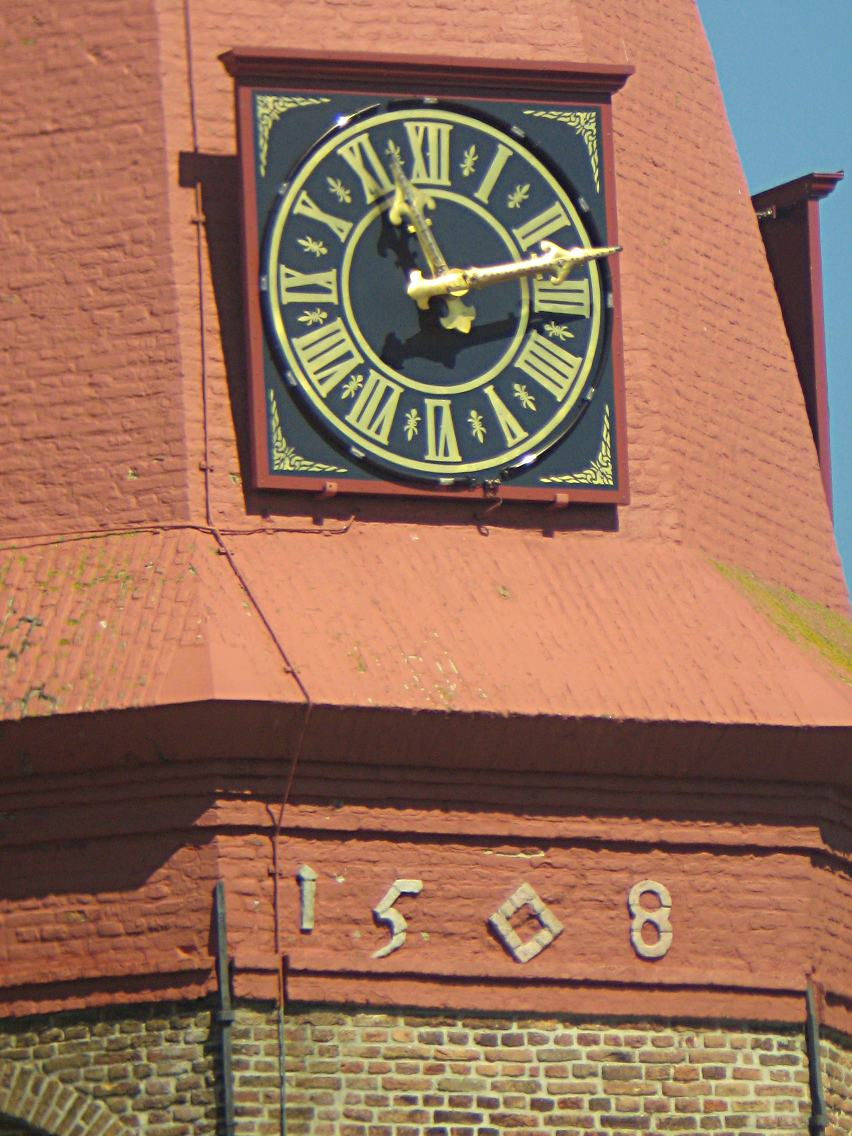
Het jaartal 1508 op de toren.

## Geschiedenis
Hieronder is de geschiedenis van kerk en toren weergegeven in jaartallen:
- ±900 - Stichting eerste (tufstenen) kerk en toren.
- 1348 - Herbouw nieuwe kerk en toren voltooid.
- 1418 - Plundering en branding door hertog Jan van Brabant tijdens de Hoekse en Kabeljauwse twisten.
- 1490 - Plundering en branding onder leiding van Jonker Frans van Brederode en Heer Jan van Naaldwijk.
- 1508 - Toren opnieuw opgetrokken ter plaatse van de vorige. Achtkantige stenen spits met galmgaten gebouwd op de toren.
- 1604 - Plundering en verwoesting onder leiding van Jacob Janszoon Boey, admiraal van Antwerpen.
- 1642 - Klok in toren geplaatst.
- 1677 - Zware brand.
- 1734 - Driebeukig schip uit de 15e eeuw vernieuwd.
- 1743 - De gewelfschilderijen verdwijnen onder een verflaag.
- 1759 - Reparatie van de torenspits.
- 1791 - Vergroting kerkgebouw, preekstoel naar het midden van de westgevel.
- 1822 - Plaatsing kabinetsorgel van de vrederechter Johannes Plaat
- 1846 - Reparatie van de toren. Eerdere reparaties waren er in 1807 en 1831.
- 1857 - De torenspits wordt afgebroken.
- 1866 - IJzeren hek op de toren geplaatst.
- 1903 - Uitbreiding van de kerk met zijbeuken; orgel geplaatst, preekstoel weer aan de oostzijde.
- 1924 - Verder uitbreiding van de zijbeuken. Het aantal zitplaatsen bedraagt nu 1160.
- 1963 - Nieuw orgel geplaatst.
- 1983 - Er wordt een nieuwe spits op de toren geplaatst.
- 1995 - Er wordt een nieuw orgel en een nieuwe preekstoel geplaatst. Dit Van Vulpen orgel is qua grootte het 32e orgel van Nederland.[1]
- 2010 - De kerk wordt overgedragen van de Hersteld Hervormde Gemeente naar de plaatselijke gemeente van de Protestantse Kerk in Nederland.

## Kerkelijk gebruik
Met de inname van Den Briel in 1572 is het land van Voorne, waartoe Goeree-Overflakkee heeft behoort, overgegaan tot de nieuwe leer. Tot 1595 heeft de gemeente behoord tot Goedereede. Op 30 april 1595 is Jacobus Cornet als eerste voorganger van de gemeente bevestigd. Tot februari 2010 kerkte de Hersteld Hervormde Gemeente in de Dorpskerk (1.160 zitplaatsen) en het verenigingsgebouw Eben-Haezer (425 zitplaatsen). Door de kerkelijke perikelen rondom de scheuring van 2004 is de Dorpskerk in 2010 overgegaan naar de in 2005 ontstane PKN-gemeente. De Hersteld Hervormde Gemeente heeft naast het verenigingsgebouw een nieuwe Eben Haëzerkerk gebouwd.